# Добрянские
Добря́нские (укр. Добрянські, польск.-рус. Добжаньские, Добжанские, Добржанские, пол.  Dobrzańscy, Dobrzyjańscy) — старинная польская и украинская шляхетская фамилия (в XVIII—XX вв. многие представители не могли уже доказать шляхетства и относились к сословиям духовенства и мещан) гербов «Сас» и «Лелива», оставившая заметный след в истории Польши, Украины, России и США. Некоторые историки (например, А.Бонецкий) считают, что под такой фамилией существовало как минимум два разных рода (один из Добры в Саноцкой земле, другой — из Добжан (Добрян) на Львовщине), возникших почти одновременно в XV в. Однако о Добжанских из Добжан известия очень скупы и толком неясно какими гербами они пользовались. Есть также сообщение Дзядулевича о Добжанских татарского происхождения (два представителя), проживавших в середине — 2-й половине XVIII вв. Большинство же исследователей XIX — нач. XX веков (А.Виняж,А.Прохаска и др.) под Добрянскими понимали всё же королевских слуг из Добры и полагали, что роды-фамилии герба «Сас» (включая и Добрянских) были связаны с молдавским воеводой Сасом (1354—1358) из династии марамурешских Драгошитов, однако каких либо документальных подтверждений эта версия не имеет. Скорее всего какая то часть родов герба «Сас» действительно вела своё происхождение из венгерско-румынских краёв, но другая часть тех шляхетских родов, это автохтонное русское или польское население.

## Основание рода

Герб «Сас» — им пользовалась основная масса Добрянских.

Герб «Лелива» — его употребляли Губаль-Добжанские и некоторые др. семьи Добрянских.

Род Добрянских из Добры по мнению большинства историков основали русины: три «стрыечных» (двоюродных) брата — Юрий, Занько и Дмитрий — королевские слуги из Улича. 28 июня 1402 г. они и их братья получили от короля Польши и будущего героя Грюнвальдской битвы Владислава Ягайло (1386—1434) привилей (жалованную грамоту) на владение Доброй в Саноцкой земле Русского воеводства. За это пожалование (согласно упомянутой грамоте) братья обязаны были выставлять на войну трёх лучников и в случае необходимости тремя конями служить при Саноцком замке. Это последнее обязательство поставило всех Добрянских в положение замковых слуг. Поэтому со введением в Саноцкой земле в 1424—1435 гг. земского судопроизводства им не удалось сразу перейти в категорию полноправной шляхты. Но Добрянские добивались этого весьма энергично, то отказываясь выполнять свои служебные обязанности при замке, то откупаясь от них уплатой десятигривенного ежегодного чинша. Так, например, в 1446—1449 гг. саноцкий староста несколько раз жаловался на Трухана Юрьевича (?-рубеж 1450-х-1460-х гг), Иосифа (?-ок. 1450 г.) и Ивана (?-1469) Добрянских, которые отказывались служить при замке. Наиболее ожесточённым противостояние между Добрянскими и старостами Санока было во второй половине XV-первой половине XVI вв, после того как, в 1469 году саноцкий староста Миколай Пеньонжек за 60 гривен выкупил у Добрянских значительную часть Добры. Не желая повиноваться саноцким старостам и выполнять замковую повинность, Добрянские, начиная с 60-х-70-х гг. XV в., чаще распродают свои земельные наделы в Добре и поселяются в других селениях и землях Русского воеводства. Благодаря этому они уже не выполняли свои повинности при Саноцком замке; из документов, рассказывающих о Добрянских вне Добры постепенно исчезла приставка servi — «слуги». Среди тех немногих Добрянских, которые остались в Добре, наиболее видное положение в нач. 1470-х гг. занимал Влодек Заневич Добрянский — сын одного из родоначальников Добрянских.
Со временем положение Добрянских, остававшихся в Добре и её окрестностях, коренным образом изменилось. Так, в 1548 г. король Польши Зыгмунт Август (1548—1572) восстановил привилей Владислава Ягайлы от 1402 г. и присоединил Добру к русским жупам, изъяв тем самым её из под юрисдикции саноцкого старосты. В 1564 г. Зыгмунт Август выдал привилей для Иеронима, Григория, Яцка и других Добрянских, согласно которому за ними была закреплена лишь военная служба: они должны были выставлять на войну 5 вооружённых конников. К тому же Пйотрковский сейм 1565 года освободил Добрянских и от уплаты ежегодного чинша, поскольку они добросовестно ходили на войну в составе «посполитого рушения» — всеобщего шляхетского ополчения. Это прекратило длительную борьбу Добрянских за шляхетские права, и теперь они могли с полным правом называть себя шляхтичами. 5 октября 1634 г. во Львове король Владислав IV Ваза (1632—1648) подтвердил право Добрянских на владение Доброй.

## Добрянские (Добжанские) в XV—XX вв
На протяжении XV—XX вв. носители фамилии Добрянских (Добжанских), происходящие от владельцев Добры и части Добрян (Добжан), отмечены в источниках в связи с их военной и общественной деятельностью. Несмотря на скупость источников первой четверти XV в., можем однако предположить, что Добрянские из Добры уже участвовали в сражениях «Великой войны» (1409—1411) с Тевтонским орденом — Грюнвальдской битве 15 июля 1410 г. и осаде Мальборка осенью того же года. На это косвенно указывают и сама грамота 1402 г. и целый ряд документов 1430-х — 1450-х гг. Кроме того, из документов точно известно, что в 1435—1436 гг. Добрянские принимали активное участие в подавлении антипольского выступления литовско-волынского князя Свидригайла Ольгердовича, поддержанного тевтонскими рыцарями и русскими православными магнатами (кн. Острожскими и др.), а прославившийся во 2 пол. 1440-х гг. борьбой за шляхетские права, Иван Добрянский, воевал с тевтонцами во время Тринадцатилетней войны (1454—1466). В дальнейшем, в составе посполитого рушения и панцирной кавалерии Добрянские принимали участие во многих войнах и вооружённых конфликтах Польско-Литовского государства.
В XVII—XVIII вв. Добрянские проживали уже не только в Саноцкой и Перемышльской землях Русского воеводства, но и в Подолии, на Волыни и на Левобережной Украине. Кстати, вместе с князьями Вишневецкими Добрянские внесли и свою посильную лепту в процесс колонизации и освоения Левобережья. Уже в 1616 году люстрация упоминает среди владельцев Сиверы на Ворскле в Черкасском старостве шляхтича Василия Добрянского.
В целом в этот период Добрянские из Добры и Добрян начинают играть довольно заметную роль в общественно-государственной, духовной и военной жизни Польши и Украины (Гетманщины). Так, например, Михаил и Иван Добрянские в первой половине XVII в. удерживали за собой Лещинское войтовство в Перемышльской земле, а Андрей Добрянский, представляя Перемышльскую землю, подписал с воеводой русским в 1669 г. элекцию (избрание) короля Польши Михала Корыбут-Вишневецкого (1669—1673) — сына легендарного князя Яремы. Дмитрий Добжанский (Добрянский) во второй пол. XVII века служил товарищем «панцерной» роты Фрацкевича герба «Щлеповрон», а Василий Добрянский герба «Сас» (первая половина XVIII в.) был войсковым товарищем у гетмана Левобережной Украины И.Скоропадского (1708—1722).
Кроме того, на рубеже XVI—XVII вв. Добрянские снискали себе славу стойких защитников православия на украинских землях Речи Посполитой. Наибольших успехов на этом поприще достигли Стефан и Николай Добрянские. Стефан Добрянский (?-1598) — православный священник Спасского монастыря на Волыни, был преданным сторонником кн. Константина Острожского и активным противником Брестской унии. Обладая ораторскими способностями Добрянский сумел за короткое время настроить против луцко-острожского епископа — униата Кирилла Терлецкого почти всё население Луцкого повета. Растерявшийся епископ даже не знал, что со священником делать. Однако явно напасть на Стефана Добрянского Кирилл опасался из-за могущественного князя Острожского, в имении которого располагался Спасский монастырь. Кроме того, князь мог вступиться за Добрянского в любую минуту, что не входило в планы расчётливого епископа. В конце концов люди Терлецкого подстерегли Стефана Добрянского, возвращавшегося из Луцка в свой монастырь, схватили на оболонье и утопили. Николай Добрянский (?-1634) принимал активное участие в деятельности Львовского ставропигийного братства. В 1596—1634 гг. он постоянно избирался в старейшины братства разных степеней, а в 1592 г. состоял в посольстве к русскому царю Фёдору Иоанновичу (1584—1598). Умирая Николай Добрянский завещал Львовскому братству 24 золотых талера и домик в Тарнавцах. Дело Николая Добрянского продолжил его родственник Илья Добрянский (XVII в), вступивший в ряды Львовского братства в 1634 г. Самуил Добрянский (XVII в.) в 1649 г. стал преемником Преподобного Иова Почаевского на должности настоятеля Свято-Успенской Почаевской лавры, крупнейшего монастыря на Украине после Киево-Печерской лавры. Стремясь найти надёжную преграду массовому окатоличиванию Украины, некоторые Добрянские, после Брестской унии обратили свои взгляды на кальвинизм (протестантизм). Помимо Добрянских среди кальвинистов было немало и других представителей известных украинских шляхетских семей. После Брестской церковной унии кальвинистские деятели пытались договориться с православными о совместной борьбе против наступления католицизма: в 1599 г. в Вильнюсе было подписано соглашение о конфедерации кальвинистов и православных для защиты политических и религиозных прав шляхтичей, духовенства, мещан. Наиболее известными фигурами в истории украинского кальвинизма по праву считаются братья Лукаш и Андрей Добрянские — сыновья галицкого православного священника Ивана Добрянского. Лукаш в 1630—1640 гг. возглавлял кальвинистское собрание в Козаровичах. Андрей Добрянский — ученик нескольких европейских университетов, профессор философии, поэт, переводчик, педагог, пастор сборов в Яблунове, потом — в Бучаче. Вместе со своим шурином Яном Зыгровским активно участвовал в работе Панивецкой школы, издании нескольких произведений Зыгровского. Из-за преследования католиками они переезжают в Великое княжество Литовское. Здесь Андрей занимал должность виленского суперинтенданта, впоследствии ректора школы в Слуцке, написал несколько работ, вышедших в Базеле (Швейцария). Вместе с братом Лукашем ещё в Глинянах начал перевод Посланий апостолов, который, однако, не успел завершить .
Оказавшись после разделов Речи Посполитой (конец XVIII в.) под властью России и Австрии, большая часть Добрянских постепенно утратила шляхетство и окончательно попала в сословия духовенства и мещан. Удержаться «на плаву» (то есть сохранить своё шляхетство) повезло разве что Губаль-Добрянским (Губаль-Добжанским) и некоторым другим (преимущественно польским) ветвям рода в королевстве Галиции и Лодомерии..
Многие оставшиеся в России Добрянские прославили своё имя на военном поприще, приняв участие в войне с Наполеоном (1812 г.), Кавказской (1817—1864), Первой мировой (1914—1918), Гражданской (1918—1920/1923) и Великой Отечественной (1941—1945) войнах.

## Носители фамилии Добрянских (Добжанских)
Герб «Лелива» (все происходят из Добры). Линия Губаль-Добжанских известна по гербовнику А.Бонецкого.
- Миколай Добжанский герба «Лелива» (1570—1615) — каноник краковский (1610—1615);
- Ежи Добжанский герба «Лелива» (1723—1792) — каноник краковский (с 1780 г.);
- Лукаш (I) Губаль-Добжанский герба «Лелива» (1789—1878) — сын Ежи Добжанского (не каноника) и Саломеи Мошиньской, внук Мачея Добжанского герба «Лелива», полковник Войска Польского, кавалер ордена Virtuti Militari. В звании артиллерийского капитана участвовал в Наполеоновских войнах. Во время Польского восстания 1830—1831 гг. полковник Добжанский был ранен в бою под Ольшинкой Гроховской. Имел сына, внука и правнука, носивших одинаковое имя Генрик. До наших дней сохранился портрет Лукаша Добжанского работы знаменитого Яна Матейки;
- Лукаш (II) Губаль-Добжанский герба «Лелива» (1839—1879) — сын Лукаша (I) Губаль-Добжанского, ротмистш польской кавалерии и адъютант диктатора генерала М.Лангевича. Участвовал в польском Январском восстании 1863 г. против России;
- Генрик Добжанский герба «Лелива» (1840—1880) — сын Лукаша (I) Губаль-Добжанского, муж графини Леонии Потоцкой герба «Пилява» (1830 — после 1860 г.);
- Генрик Добжанский герба «Лелива» (1860 — после 1897 г.) — сын Генрика Добжанского и графини Леонии Потоцкой, муж графини Марии Любенецкой герба «Роля» (1871—1950);
- Пйотр Добжанский герба «Лелива» (1843—1925)- сын Лукаша (I) Губаль-Добжанского, доктор права, приятель известного польского художника Яцека Мальчевского;
- Генрик Губаль-Добжанский герба «Лелива» (1897—1940) — национальный герой Польши, правнук полковника Лукаша Губаль-Добжанского, спортсмен, майор кавалерии Войска Польского. Во время Второй мировой войны был одним из первых партизанских командиров на территории Польши. Погиб в ожесточённом бою с немцами в окрестностях Анелина. Посмертно произведён в полковники и награждён Золотым крестом военного ордена Virtuti Militari (в 1966 г.);

Герб «Сас» (из Добры и, возможно, из Добрян). Приведённые здесь линии (кроме линии Василия) Добрянских (Добжанских) в документах писалась по-разному: Добржаньские, Добржанские, Добжанские.
- Василий Добрянский герба «Сас» (первая половина XVIII в.) — был войсковым товарищем у гетмана Левобережной Украины И.Скоропадского (1708—1722);[24]
- Фома (Томаш) Антонович Добржанский герба «Сас» (XIX в.) — дворянин, полковник русской армии, участник Кавказской войны (1817—1864) с горцами. В 1863—1864 гг. назначен комендантом Владикавказа. Упомянут в польских гербовниках нач. XX в.;[25]
- Карл Казимирович Добржанский (Добжанский) герба «Сас» (XIX в) — польский шляхтич, сын шляхтича (дворянина) Махновского уезда Киевской губ. Каземира (Казимира) Юрьева Добржаньского (Добржанского) герба «Сас» (упом. в 1816 г.)[26], владел землями под Киевом, но был лишён своих владений за участие в польском антироссийском восстании 1863 года и сослан на 20 лет в Каргополь Олонецкой губернии. Жена происходила из графского рода Тышкевичей герба Лелива. Отец Григория Добржанского и дед зоолога Феодосия Добжанского[27];
- Григорий Карлович Добржанский (1862—1918) — сын Карла Казимировича Добржанского, преподаватель математики в первых классах гимназии в Немирове. Жена — Софья Васильевна Войнарская (1864—1920) — происходила из семьи священнослужителей и приходилась родственницей Ф. М. Достоевскому;
- Феодосий Григорьевич Добжанский (Добржанский) (1900—1975) — сын Григория Карловича Добржанского и Софьи Войнарской, русско-американский учёный-зоолог, генетик и эволюционист, профессор зоологии Колумбийского университета (1940—1962) и профессор Рокфеллеровского института (1962—1970). Член Американской Академии искусств и наук, член Лондонского Королевского общества.